# Henry Marx
Pour les articles homonymes, voir Marx.
Henry-Marx, à l'état-civil Henri Marx, né le 12 février 1882 à Paris 19e et mort le 14 octobre 1954 à Paris 20e, est un écrivain français.

## Biographie
Henri Marx, fils de Simon Marx, marchand de nouveautés rue de Flandre, et Clara Goutchot, commença sa vie professionnelle comme caissier employé de commerce. Puis devenu professeur au collège Sainte-Barbe, attiré par les lettres, il se lance dans la littérature, publiant tout au long de sa carrière romans, poèmes, pièces de théâtre et essais.
Mobilisé en août 1914 comme soldat dans les services de l'Intendance militaire, il est promu caporal en 1915 et sergent en 1916 puis réformé en avril 1918 pour des problèmes physiques.
De tendance politique socialiste, il participe en 1912 à La Nouvelle Revue (1910-1914), dont il est secrétaire. Il figure en 1919 parmi les collaborateurs de la revue d'art et de littérature La Forge. Le journal est édité par la Ghilde Les Forgerons, une communauté pacifiste née en 1911 parmi d'anciens élèves du collège Chaptal à Paris et vouée à « l'Action d'Art ». Plusieurs de ses textes se penchent sur la question de l’homosexualité, comme Ryls, un amour hors la loi (1923). Il revendique ses origines israélites, notamment dans une lettre publiée en 1912 dans l’Écho sioniste. Il publie, en 1922, une brochure intitulée « Le sionisme ». Il anime une Université populaire baptisée d’abord « Comprendre » puis « Connaître », indépendante des formations politiques ou syndicales. Il semble mettre fin à sa carrière littéraire dans les années 30.
Il épousa Magdeleine Legendre (1889-1973), journaliste française, écrivain et militante dans des mouvements politiques et de défense des droits de l’Homme. Elle le quitta pour épouser Maurice Paz (1896-1985), avocat, historien et homme politique.
L’œuvre théâtrale d'Henry Marx, présentée à la Comédie-Française ne fut pas toujours bien reçue. L’écrivain Paul Léautaud parle d’une de ses pièces comme « d'une ânerie sans nom ».
Il résida à Paris, dans le quartier de Pigalle en 1922 puis avenue de La Motte-Picquet en 1925.

## Œuvres

### Romans
- Ryls, un amour hors la loi, Librairie Ollendorff, 1923
- Sous un Visage d'homme, Ernest Flammarion, 1926
- Notre sauveur l'amant, Ernest Flammarion, 1928

### Poésie
- Les Heures ferventes, Gastein-Serge, 1907
- La Gloire intérieure, Bernard Grasset, 1913
- Avènement (Poème en un acte), Librairie théâtrale, 1925 (représenté à la Comédie-Française le 13 janvier 1925).

### Théâtre
- Tous les secrets (Pièce en un acte, en prose), La Nouvelle Revue, 1912
- La Statue enchantée (Pièce en trois actes, en prose), Bernard Grasset, 1913 [avec en première partie la pièce Tous les secrets]
- L'Enfant Maître (Pièce en trois actes), Éditions Clarté, 1920 (représentée au Vaudeville le 19 septembre 1920, avec Harry Baur).
- Un homme en marche (Pièce en trois actes), Librairie Théâtrale, 1923 (représentée à la Comédie-Française le 15 juin 1923).
- Ariel, Maison de l'Œuvre, 1926

### Essais
- Le sionisme, brochure sans nom d’éditeur, 1922
- La Vie, œuvre d'art et de jeunesse, La Nouvelle revue critique, 1923
- Georges de Porto-Riche, son œuvre, La Nouvelle Revue Critique, 1924
- René Alexandre, biographie critique, Editions Sansot, 1924

### Essais en collaboration
- André Lautier, Fernand Keller et Henry Marx : Edmond Rostand, La Nouvelle Revue Critique, 1924
- Maxime Revon, J.N.Faure Biguet, Georges Gabory, Henry Marx, Jules Bertaut : Claude Farrère, La Nouvelle Revue Critique, 1924